# Lupin III (film)
Pour plus de détails, voir Fiche technique et Distribution.
Lupin III (ルパン三世, Rupan sansei) est un film japonais réalisé par Ryūhei Kitamura, sorti en 2014.

## Synopsis
Lupin III, petit fils d'Arsène Lupin, monte une équipe pour voler le collier de Cléopâtre.

## Fiche technique
- Titre : Lupin III
- Titre original : ルパン三世 (Rupan sansei)
- Réalisation : Ryūhei Kitamura
- Scénario : Mataichirō Yamamoto, Ryūhei Kitamura et Joey O'Bryan d'après le manga Lupin III de Monkey Punch
- Musique : Aldo Shllaku
- Photographie : Pedro J. Márquez
- Montage : Shūichi Kakesu
- Production : Mataichirō Yamamoto
- Société de production : Tokyo Broadcasting System, Kadokawa Corporation, Tristone Entertainment, Avex Pictures, TMS Entertainment, East Japan Marketing & Communications, Tōhō, KDDI, Mainichi Broadcasting System, Chubu-nippon Broadcasting Company, Gyao, RKB Mainichi Broadcasting Corporation, Hokkaido Broadcasting Company et Tohan Company
- Pays de production :  Japon
- Genre : Action, aventure et comédie
- Durée : 133 minutes
- Dates de sortie : 
  - Japon : 30 août 2014
  - France : 1er janvier 2015

## Distribution
- Shun Oguri : Lupin III
- Jerry Yan : Michael Lee
- Tetsuji Tamayama : Daisuke Jigen
- Gō Ayano : Goemon Ishikawa
- Meisa Kuroki : Fujiko Mine
- Kim Joon : Pierre
- Thanayong Wongtrakul : Royal
- Yuka Nakayama : Maria
- Kazutaka Yoshii : Saber
- Shunichi Yamaguchi : Jiro
- Yayaying Rhatha Phongam : Miss V
- Kohtee Aramboy : Joseph
- Vithaya Pansringarm : Naron
- Nirut Sirichanya : Pramuk
- Geoffrey Giuliano : Anatoli
- David Asavanond : Ajit
- Nick Tate : Thomas Dawson
- Tadanobu Asano : l'inspecteur Zenigata

## Distinctions
Le film a été présenté en sélection officielle en compétition au Festival international du film fantastique de Catalogne 2014, au Festival international du film de Hawaï 2014, au Festival international du film fantastique de Bruxelles 2015 et au FanTasia 2015.